# Анненский, Исидор Маркович
Иси́дор Ма́ркович А́нненский (13 марта 1906, Ольвиополь, Российская империя — 2 мая 1977, Москва, СССР) — советский кинорежиссёр и сценарист. Заслуженный деятель искусств РСФСР (1971).

## Биография
Исидор Анненский родился 13 марта 1906 года в Ольвиополе (ныне Первомайск, Украина). Учился в четырёхклассной казённой прогимназии, затем в профтехшколе в Одессе.
После окончания театральной школы Бориса Лоренцо в Одессе (1922) работал актёром и режиссёром театра «Массодрам» (Мастерская социалистической драматургии) там же, с 1924 года в Одесском городском театре под руководством Н. И. Собольщикова-Самарина, затем на Кавказских Минеральных Водах, в театрах Архангельска, Ростова-на-Дону, Баку, в Московском театре Революции.
Окончив в 1934 году режиссёрский факультет ГИТИСа, а затем Киноакадемию при ГИКе (курс Сергея Эйзенштейна), самостоятельно поставил фильм «Медведь». Уже этот дипломный фильм принёс ему всесоюзную славу и считается самым успешным дебютом в истории отечественного кинематографа.
Впоследствии Анненский неоднократно обращался к экранизациям произведений А. П. Чехова:  «Человек в футляре», «Свадьба», «Анна на шее»; он много работал в области экранизации русской литературной классики — «Княжна Мери» (по М. Ю. Лермонтову) и другие кинофильмы, а также снимал ленты на современную тему — например, «Екатерина Воронина».
Член Союза кинематографистов СССР с момента его основания.
В его картинах снимались крупнейшие актёры своего времени — М. И. Жаров, Ф. Г. Раневская, А. Н. Грибов, Н. П. Хмелёв, А. Н. Вертинский и многие другие. У него дебютировали в кинематографе актёры О. Н. Андровская, Л. И. Хитяева, Ю. М. Соломин, И. П. Мирошниченко и другие.
Исидор Анненский был автором сценариев почти всех поставленных им картин. О его творчестве рассказывается во всех энциклопедических изданиях по кинематографу, материалы о нём хранятся в Музее кино в Москве. Он прочёл курс лекций в ГИТИСе, на сценарном отделении и на режиссёрском отделении Высших курсов сценаристов и режиссёров.
В автобиографической книге И. Анненского «В театре и кино»  (Москва; изд. БПСК, 1974) раскрываются некоторые подробности рождения его   фильмов, описывается атмосфера, в которых они создавались, говорится о методах отбора и режиссёрских  принципах работы с актёрами. В ней опубликованы редкие фотографии разных периодов развития отечественного кино.
За заслуги в области киноискусства ему было присвоено звание Заслуженного деятеля искусств Российской Федерации.
И. М. Анненский умер 2 мая 1977 года в подмосковном Доме творчества кинематографистов «Болшево». Похоронен в Москве на Троекуровском кладбище.

## Семья
- Жена — Людмила Сергеевна Анненская (урождённая Ковалёва, 1914—1980).
  - Сын — кинодраматург Александр Анненский.
    - Внук — кинорежиссёр Андрей Анненский.

## Фильмография

### Режиссёр
- 1938 — Медведь
- 1939 — Человек в футляре
- 1940 — Пятый океан
- 1943 — Неуловимый Ян (совм. с режиссёром В. М. Петровым)
- 1944 — Свадьба
- 1954 — Анна на шее
- 1955 — Княжна Мери
- 1957 — Екатерина Воронина
- 1958 — Матрос с «Кометы»
- 1960 — Бессонная ночь
- 1962 — Вашингтонская история (ТВ)
- 1963 — Первый троллейбус
- 1967 — Желаем успеха (к/м «Вариофильм»)
- 1967 — Татьянин день
- 1969 — Трое
- 1973 — Таланты и поклонники
- 1974 —   Спор о человеке (фильм-лекция)
- 1976 —   Экран мира в Москве (к/м, фильм-лекция)

### Сценарист
- 1938 — Медведь
- 1939 — Человек в футляре
- 1944 — Свадьба
- 1954 — Анна на шее
- 1955 — Княжна Мери
- 1962 — Вашингтонская история (ТВ)
- 1962 — Телефонистка
- 1967 — Желаем успеха (к/м «Вариофильм»)
- 1969 — Трое
- 1973 — Таланты и поклонники